# Rute
Rute è un comune spagnolo di 10 012 abitanti situato nella comunità autonoma dell'Andalusia.

## Geografia fisica
Il comune è attraversato dal fiume Genil.